# Абусуп'ян Магомедов
Абусуп'ян «Абус» Магомедов (кум. Магьамматланы Абусупьян; нар. 2 вересня 1990, Дагестанська АРСР, СРСР) — російсько-німецький боєць змішаних єдиноборств кумицького походження. Виступає під егідою UFC.

## Біографія
Займався з дитинства різними видами єдиноборств, зокрема боротьбою. Традиція бойових мистецтв у Дагестані, так само як і особиста захопленість, привели його до професійних занять спортом. Після переїзду до Німеччини розширив свої навички єдиноборств, практикуючи, серед інших, кікбоксинг. У 20 років уже був професійним бійцем ММА.

## Кар'єра у змішаних єдиноборствах

### Рання кар'єра
До міжнародного успіху п'ять разів бився на чемпіонаті Німеччини з ММА (German MMA Championship). У лютому 2013 року завоював титул GMC у напівсередній вазі, нокаутувавши в першому раунді Джессіна Аярі, але не зміг захистити його того ж літа, програвши в липні задушенням гільйотиною поляку Рафалу Моксу.
Між двома вищезгаданими подіями 2013 року встиг також стати чемпіоном організації Superior Fighting Championship у напівсередній вазі, нокаутувавши наприкінці першого раунду Андреаса Біргельса. Пізніше у лізі додав до цього титулу ще пояс у середній вазі, восени 2017 року нокаутувавши знову у першому раунді британця Дена Гоупа.

### Professional Fighters League
З рекордом 19-3 його було підписано PLF для участі в турнірі середньоваговиків 2018 року.
На шляху до плей-оф турніру у липні та серпні нокаутував по черзі бразильців Данілло Віллефорта й Андерсона Гонсалвеша, обох фінішувавши у першому раунді. Потім у чвертьфіналах 20 жовтня Магомедів та швед Садібу Сі примудрилися у двох раундах по 5 хвилин звести до нічиєї поєдинки з Гасаном Умалатовим і Бруну Сантусом відповідно, зустрівшись у півфіналі того ж вечора. Одностайним рішенням суддів у трьох раундах перемогу здобув Магомедов.
Фінальний поєдинок проти американця Луїса Тейлора вийшов катастрофічним для Магомедова, він пропустив лівий хук вже на 33 секунді першого раунду і не зміг завоювати пояс чемпіона та грошовий приз розміром 1 мільйон доларів.

### Ultimate Fighting Championship
У січні 2022 року випустив про себе годинний фільм «Дорога в UFC». Боєць в описі до відео додав, що має намір стати першим чемпіоном організації з Німеччини.
Магомедов не зміг виступити одразу після підписання угоди. Його бій з Джеральдом Міршертом злетів через травму Абуса, а бій з Аліасхабом Хізрієвим скасували через проблеми з візою. Після цього узбецький середньоваговик Махмуд Мурадов не зміг взяти участь у турнірі UFC 11 березня. Причиною стала травма, яку отримав Мурадов у процесі підготовки до цього бою.
3 вересня 2022 року на першому французькому турнірі організації UFC Fight Night: Ган vs. Туіваса в Парижі зустрівся з американцем німецького походження Дастіном Штольцфусом. Магомедов нокаутував у дебютному поєдинку свого суперника за 19 секунд, що стало четвертим найшвидшим фінішем в історії середнього дивізіону. За перемогу боєць був відзначений грошовим бонусом у розмірі 50 тисяч доларів за «Виступ вечора».
Після цього організація знову прийняла спроби звести Магомедова спочатку з Міршертом, а потім і з Махмудовим, але цим поєдинкам в черговий раз не судилося відбутися.
2 липня 2023 року в головній події UFC on ESPN: Стрікленд vs. Магомедов у Лас-Вегасі зустрівся з 7 номером рейтингу середньоваговиків Шоном Стріклендом. Американець відправив Магомедова в технічний нокаут наприкінці другого раунду.

## Особисте життя
Відмовили у німецькому громадянстві, бо він дав ляпас людині, яка плюнула йому на бороду. Повторно зможе подати на громадянство через 10 років життя в Німеччині без штрафів (у 2025 році).

## Статистика у професійному ММА
| Професійна кар'єра бійця |            |           |
| Боїв 33                  | Перемог 26 | Поразок 6 |
| Нокаут                   | 14         | 2         |
| Здача                    | 7          | 2         |
| Рішення суддів           | 5          | 2         |
| Нічия                    | 1          | 1         |

| Результат | Рекорд | Суперник           | Спосіб                                             | Турнір                                       | Дата              | Раунд | Час  | Місце                            | Примітки                                                 |
| --------- | ------ | ------------------ | -------------------------------------------------- | -------------------------------------------- | ----------------- | ----- | ---- | -------------------------------- | -------------------------------------------------------- |
| Перемога  | 27-6-1 | Бруно Феррейра     | Сдача (ручний трикутник)                           | UFC 308                                      | 26 жовтня 2024    | 3     | 3:14 | Абу-Дабі, ОАЕ                    |                                                          |
| Перемога  | 26-6-1 | Варлей Алвіс       | Одностайне рішення                                 | UFC Fight Night: Барбоза vs. Мерфі           | 18 травня 2024    | 3     | 5:00 | Лас-Вегас, США                   |                                                          |
| Поразка   | 25-6-1 | Кайо Борральо      | Одностайне рішення                                 | UFC Fight Night: Алмейда vs. Льюїс           | 4 листопада 2023  | 3     | 5:00 | Бразилія, Сан-Паулу              |                                                          |
| Поразка   | 25-5-1 | Шон Стрікленд      | Технічний нокаут (удари)                           | UFC on ESPN: Стрікленд vs. Магомедов         | 1 липня 2023      | 2     | 4:20 | Лас-Вегас, США                   |                                                          |
| Перемога  | 25-4-1 | Дастін Штольцфус   | Технічний нокаут (фронткік й удари)                | UFC Fight Night: Ган vs. Туїваса             | 3 вересня 2022    | 1     | 0:19 | Франція, Париж                   | Дебют у UFC. «Виступ вечора»                             |
| Перемога  | 24-4-1 | Цезарі Кешик       | Технічна задуха (гільйотина)                       | KSW 57: De Fries vs. Kita                    | 19 грудня 2020    | 2     | 1:53 | Лодзь, Польща                    |                                                          |
| Перемога  | 23-4-1 | Славіша Сімеунович | Больовий прийом (кімура)                           | EMC 3: Elite MMA Championship 3              | 4 травня 2019     | 1     | 0:47 | Дюссельдорф, Німеччина           |                                                          |
| Поразка   | 22-4-1 | Луїс Тейлор        | Нокаут (лівий хук)                                 | PFL 11: 2018                                 | 31 грудня 2018    | 1     | 0:33 | Нью-Йорк, США                    | Бій за звання чемпіона PFL у середній вазі               |
| Перемога  | 22-3-1 | Садібу Сі          | Одностайне рішення                                 | PFL 10: 2018                                 | 20 жовтня 2018    | 3     | 5:00 | Вашингтон, США                   |                                                          |
| Нічия     | 21-3-1 | Гасан Умалатов     | Нічия (рішення більшості)                          | PFL 10: 2018                                 | 20 жовтня 2018    | 2     | 5:00 | Вашингтон, США                   |                                                          |
| Перемога  | 21-3   | Андерсон Гонсалвеш | Нокаут (удари)                                     | PFL 6: 2018                                  | 16 серпня 2018    | 1     | 1:27 | Атлантік-Сіті, Нью-Джерсі, США   |                                                          |
| Перемога  | 20-3   | Данілло Віллефорт  | Технічний нокаут (фронткік й удари)                | PFL 3: 2018                                  | 5 липня 2018      | 1     | 3:37 | Вашингтон, США                   |                                                          |
| Перемога  | 19-3   | Ден Гоуп           | Технічний нокаут (удари)                           | Superior FC 18: Coga vs. Requeijo            | 16 вересня 2017   | 1     | 2:15 | Людвігсгафен-на-Рейні, Німеччина | Завоював титул чемпіона Superior FC у середній вазі      |
| Перемога  | 18-3   | Сержио Соуза       | Удушення (гільйотина)                              | Final Fight Championship 29                  | 22 квітня 2017    | 1     | 1:20 | Любляна, Словенія                |                                                          |
| Перемога  | 17-3   | Айреш Бенруш       | Удушення (гільйотина)                              | Superior FC 16: Coga vs. Pereira             | 11 березня 2017   | 2     | 2:51 | Дармштадт, Німеччина             |                                                          |
| Перемога  | 16-3   | Матіас Шук         | Технічний нокаут (удари)                           | Superior FC 15: Coga vs. Skrivers            | 29 жовтня 2016    | 1     | 0:53 | Рюссельсгайм-ам-Майн, Німеччина  |                                                          |
| Перемога  | 15-3   | Івіца Трушчек      | Удушення (сзаду)                                   | Final Fight Championship 26                  | 23 вересня 2016   | 2     | 4:50 | Лінц, Австрія                    |                                                          |
| Перемога  | 14-3   | Реймонд Ярман      | Технічний нокаут (удари)                           | Superior FC 14: The Comeback                 | 21 травня 2016    | 1     | 0:00 | Дюрен, Німеччина                 |                                                          |
| Поразка   | 13-3   | Міккель Парло      |                                                    | German MMA Championship 7                    | 7 листопада 2015  | 3     | 5:00 | Кастроп-Рауксель, Німеччина      |                                                          |
| Перемога  | 13-2   | Мануель Гарсія     | Технічний нокаут (удари)                           | Merseburger Fight Night 8                    | 3 жовтня 2015     | 1     | 0:40 | Шпергау, Німеччина               |                                                          |
| Перемога  | 12-2   | Йосип Артукович    | Технічний нокаут (удар ногою в корпус і добивання) | Mix Fight Gala 18: The Show Must Go On       | 5 червня 2015     | 1     | 1:10 | Фульда, Німеччина                |                                                          |
| Перемога  | 11-2   | Донован Панаїотіс  | Технічний нокаут (удари)                           | German MMA Championship 6                    | 18 квітня 2015    | 1     | 0:56 | Кастроп-Рауксель, Німеччина      |                                                          |
| Перемога  | 10-2   | Рафал Блахута      | Одностайне рішення                                 | German MMA Championship 5                    | 13 вересня 2014   | 3     | 5:00 | Кастроп-Рауксель, Німеччина      |                                                          |
| Поразка   | 9-2    | Рафал Мокс         | Удушення (гільйотина)                              | German MMA Championship 4: Next Level        | 6 липня 2013      | 1     | 2:53 | Герне, Німеччина                 | Втратив титул чемпіона GMC у напівсередній вазі          |
| Перемога  | 9-1    | Андреас Біргельс   | Технічний нокаут (удари)                           | Superior FC 13: First Defense                | 1 червня 2013     | 1     | 4:44 | Гамбург, Німеччина               | Завоював титул чемпіона Superior FC у напівсередній вазі |
| Поразка   | 8-1    | Андреас Шталь      | Удушення(сзаду)                                    | Heroes Fighting Championship                 | 23 березня 2013   | 2     | 0:00 | Гальмстад, Швеція                |                                                          |
| Перемога  | 8-0    | Джессін Айярі      | Технічний нокаут (удари)                           | German MMA Championship 3: Cage Time         | 16 лютого 2013    | 1     | 1:49 | Герне, Німеччина                 | Завоював титул чемпіона GMC у напівсередній вазі         |
| Перемога  | 7-0    | Девід Русмон       | Одностайне рішення                                 | EMMA 1: Casino Fight Night 2                 | 15 вересня 2012   | 3     | 5:00 | Копенгаген, Данія                |                                                          |
| Перемога  | 6-0    | Гоча Смоян         | Технічний нокаут (зупинка лікарем)                 | Superior FC 7 vs. M-1 Global: Fighter Europe | 26 листопада 2011 | 2     | 0:15 | Дюрен, Німеччина                 |                                                          |
| Перемога  | 5-0    | Бьорн Корсіс       | Технічний нокаут (зупинка лікарем)                 | Superior FC 5: Germany vs. Georgia           | 17 вересня 2011   | 2     | 1:28 | Карлсруе, Німеччина              |                                                          |
| Перемога  | 4-0    | Ігор Монтес        | Одностайне рішення                                 | Mix Fight Gala 9                             | 27 листопада 2010 | 2     | 5:00 | Зіндельфінген, Німеччина         |                                                          |
| Перемога  | 3-0    | Фахд Яхрі          | Одностайне рішення                                 | Kiru: In The Spirit Of The Knights           | 29 травня 2010    | 2     | 5:00 | Бітбург, Німеччина               |                                                          |
| Перемога  | 2-0    | Сьоббе Кліманс     | Технічний нокаут (удари)                           | Outsider Cup: Cage Fight Night 7             | 17 квітня 2010    | 1     | 1:57 | Кобленц, Німеччина               |                                                          |
| Перемога  | 1-0    | Нікола ді Лорето   | Удушення (гільйотина)                              | Outsider Cup: Cage Fight Night 6             | 26 лютого 2010    | 1     | 0:30 | Білефельд, Німеччина             |                                                          |